# 亞得里亞海聯合世界書院
亚得里亚海联合世界学院（英語：United World College of the Adriatic）是联合世界书院的分校之一，是一项全球性教育运动。它将来自世界各地不同背景的青年择优选拔、汇聚在一起学习、生活。这所学校由200名来自全球90个国家的年龄在16至19之间的青年男女学生组成，主要是获得全额奖学金的学生。学生们在这里进行为期两年的IB国际文凭课程学习。
学校位于意大利东北部的弗留利-威尼斯朱利亚大区的里雅斯特和蒙法尔科之间的杜伊诺小镇上，距斯洛文尼亚边境不到5公里。它始建于1982年，由意大利外交部资助支持，目前意大利政府仍然是学院的主要经济支持者。

## 学生及职工
UWCAd的学生们由各自国家的UWC全国选拔委员会在全国范围内选拔而出（如德国、菲律宾、印度、英国等）根据学业成绩，领导潜能，课外活动等，综合考察个人素质。 被选拔出的优秀学生大部分被授予全额奖学金。意大利联合世界书院选拔委员会的活动受意大利总统赞助支持，并负责与国际组织之间的交流和意大利本国学生的选拔。
在2011-2012学年，学校将接纳了共184名学生，其中大约15％为意大利人，15％来自西欧，20％来自东欧，15％来自美洲，15％来自非洲和中东，来自亚洲和大洋洲的共占20％。师资雄厚，任职教师来自国际层面，拥有多元化背景。除了负责课堂教学，他们也作为一组学生的私人导师以及宿舍的管理人员，帮助学校活动和服务的运行。

## 知名宿友
- 莫文蔚：香港女歌手、女演員
- 诸葛漫：語言學家
- 方慧蘭：加拿大政治人物